# Свињиште (Прешево)
Свињиште је насеље у Србији у општини Прешево у Пчињском округу. Према попису из 2022. било је 39 становника.
Село Свињиште се налази на падинама Рујна, на граници прешевског и кумановског краја. На мести села је постојало друго насеље у давној прошлости. Од Црквеног дола до Реке сељаци су откопавали земљане ћупове. Старо Свињиште било је на месту Старе куће. У попису из 1570. Године постоји у врањском кадилуку мезра Свињиште. До 1912. године Свињиште је било господарско село. Бегови су били: Шевкија и Муса из Жујиница, Рамаз и Ајдин из Ораовице; и др. Свињиште се дели на два дела: Горње и Доње Свињиште.

## Демографија
У насељу Свињиште живи 89 пунолетних становника, а просечна старост становништва износи 45,6 година (44,3 код мушкараца и 47,6 код жена). У насељу има 35 домаћинстава, а просечан број чланова по домаћинству је 2,94.
Ово насеље је у потпуности насељено Србима (према попису из 2002. године), а у последња три пописа, примећен је пад у броју становника.
|  |

| Демографија | Демографија | Демографија |
| Година      | Становника  | Становника  |
| ----------- | ----------- | ----------- |
| 1948.       | 279         |             |
| 1953.       | 278         |             |
| 1961.       | 277         |             |
| 1971.       | 252         |             |
| 1981.       | 208         |             |
| 1991.       | 133         | 133         |
| 2002.       | 103         | 103         |
| 2022.       | 39          |             |

| Етнички састав према попису из 2002.‍ | Етнички састав према попису из 2002.‍ | Етнички састав према попису из 2002.‍ | Етнички састав према попису из 2002.‍ | Етнички састав према попису из 2002.‍ |
| ------------------------------------ | ------------------------------------ | ------------------------------------ | ------------------------------------ | ------------------------------------ |
|                                      |                                      |                                      |                                      |                                      |
| Срби                                 | Срби                                 |                                      | 103                                  | 100,0%                               |

| Година пописа     | 1948. | 1953. | 1961. | 1971. | 1981. | 1991. | 2002. |
| ----------------- | ----- | ----- | ----- | ----- | ----- | ----- | ----- |
| Број домаћинстава | 41    | 44    | 40    | 43    | 40    | 38    | 35    |

| Број чланова      | 1 | 2 | 3 | 4 | 5 | 6 | 7 | 8 | 9 | 10 и више | Просек |
| ----------------- | - | - | - | - | - | - | - | - | - | --------- | ------ |
| Број домаћинстава | 8 | 8 | 8 | 4 | 4 | 2 | 1 | 0 | 0 | 0         | 2,94   |

| Пол    | Укупно | Неожењен/Неудата | Ожењен/Удата | Удовац/Удовица | Разведен/Разведена | Непознато |
| ------ | ------ | ---------------- | ------------ | -------------- | ------------------ | --------- |
| Мушки  | 56     | 19               | 25           | 9              | 2                  | 1         |
| Женски | 36     | 2                | 25           | 8              | 1                  | 0         |
| УКУПНО | 92     | 21               | 50           | 17             | 3                  | 1         |

| Пол    | Укупно                    | Пољопривреда, лов и шумарство | Рибарство                            | Вађење руде и камена | Прерађивачка индустрија       |
| ------ | ------------------------- | ----------------------------- | ------------------------------------ | -------------------- | ----------------------------- |
| Мушки  | 36                        | 22                            | 0                                    | 0                    | 4                             |
| Женски | 2                         | 2                             | 0                                    | 0                    | 0                             |
| УКУПНО | 38                        | 24                            | 0                                    | 0                    | 4                             |
| Пол    | Производња и снабдевање   | Грађевинарство                | Трговина                             | Хотели и ресторани   | Саобраћај, складиштење и везе |
| Мушки  | 0                         | 0                             | 0                                    | 0                    | 2                             |
| Женски | 0                         | 0                             | 0                                    | 0                    | 0                             |
| УКУПНО | 0                         | 0                             | 0                                    | 0                    | 2                             |
| Пол    | Финансијско посредовање   | Некретнине                    | Државна управа и одбрана             | Образовање           | Здравствени и социјални рад   |
| Мушки  | 0                         | 0                             | 2                                    | 0                    | 1                             |
| Женски | 0                         | 0                             | 0                                    | 0                    | 0                             |
| УКУПНО | 0                         | 0                             | 2                                    | 0                    | 1                             |
| Пол    | Остале услужне активности | Приватна домаћинства          | Екстериторијалне организације и тела | Непознато            | Непознато                     |
| Мушки  | 0                         | 0                             | 0                                    | 5                    | 5                             |
| Женски | 0                         | 0                             | 0                                    | 0                    | 0                             |
| УКУПНО | 0                         | 0                             | 0                                    | 5                    | 5                             |